# Leptopalaemon
Leptopalaemon is een geslacht van kreeftachtigen uit de klasse van de Malacostraca (hogere kreeftachtigen).

## Soorten
- Leptopalaemon gagadjui Bruce & Short, 1993
- Leptopalaemon gibbosus Short, Humphrey & Page, 2013
- Leptopalaemon glabrus (Bruce, 1993)
- Leptopalaemon gudjangah Short, Humphrey & Page, 2013
- Leptopalaemon magelensis Short, Humphrey & Page, 2013